# Acromis
Acromis é um género de besouro pertencente à família Chrysomelidae.
As espécies desse género podem ser encontradas na América do Sul.
Espécies:
- Acromis sparsa (Boheman, 1854)
- Acromis spinifex (Linnaeus, 1763)
- Acromis venosa Erichson, 1847